# 今出川西紀
今出川 西紀（いまでがわ にしき〔本名：久保田 正子、別名義：久保 にしき〕、1949年12月11日 - ）は、神奈川県出身の日本の元女優。

## 略歴
長野県須坂市に出生。4歳のとき神奈川県川崎市に移住する。
幼稚園の先生になるつもりで国学院大学付属幼稚園教員養成所を卒業するが、芝居にかぶれて民芸の女優になった。
かつては竹内事務所、ヤナセプロに所属していた。
2016年より映像コンテンツ権利処理機構において連絡の取れない権利者として掲載されている。

## 人物
特技は日本舞踊。

## 出演

### 映画
- 「娘たちは風にむかって」（1972年6月12日） - タマちゃん
- 「樺太1945年夏 氷雪の門」（1974年8月17日） - 鳥貝啓子
- 「あしたの火花」（1977年3月26日）
- 「おしん」（1984年3月17日） - きん（声）

### テレビドラマ
- 連続テレビ小説（NHK）
  - 「藍より青く」（1972年4月3日 - 1973年3月31日） - 田宮嘉恵
  - 「マー姉ちゃん」第81話（1979年7月4日） - 東郷孝子
  - 「おしん」第7話 - 第14話（1983年4月11日 - 4月19日） - 中川きん
- 必殺シリーズ（テレビ朝日）
  - 「必殺仕置人」第1話（1973年4月21日） - お咲
  - 「助け人走る」第9話（1973年12月15日） - お初
  - 「暗闇仕留人」第1話（1974年6月29日） - おその
  - 「必殺仕置屋稼業」第2話（1975年7月11日） - おみつ
  - 「新 必殺からくり人」第4話（1977年12月9日） - しの
  - 「必殺からくり人・富嶽百景殺し旅」第12話（1978年11月10日） - おふじ
  - 「翔べ! 必殺うらごろし」第16話（1979年3月23日） - お孝
  - 「必殺仕事人」
    - 第10話「木曽節に引かれた愛のその果ては?」（1979年7月20日） - おりえ
    - 第74話「引き技強奪押し込み斬り」（1980年11月14日） - 小春

  - 「必殺仕舞人」第5話（1981年3月6日） - すわ
  - 「新・必殺仕事人」第27話（1981年12月4日） - 小玉
  - 「必殺仕事人III」
    - 第7話「捨て子をされたのは三味線屋の勇次」（1982年11月19日） - お小夜
    - 第21話「赤ん坊を拾ったのは三味線屋おりく」（1983年3月4日） - お絹

  - 「必殺仕事人IV」
    - 第7話「主水 忘年会の幹事でトチる」（1983年12月9日） - お蘭
    - 第39話「加代 エリマキトカゲを目撃する」（1984年7月27日） - おせき
- 「幸福という名の不幸」（1973年7月30日 - 9月24日、テレビ朝日） - 俊子
- 「夏の別れ」（1973年8月9日 - 8月30日、TBS）
- グランド劇場「70才の思春期」（1973年8月18日、日本テレビ）
- 「新十郎捕物帖・快刀乱麻」第10話（1973年12月6日、テレビ朝日）
- 「大久保彦左衛門」第14話（1974年1月6日、フジテレビ） - 三浦妙
- 花王 愛の劇場「放浪記」第1話 - 第5話（1974年1月7日 - 1月11日、TBS） - のぶ子
- 「ここ一番」（1974年1月7日 - 4月1日、フジテレビ）
- 「青葉繁れる」（1974年4月5日 - 5月31日、TBS） - 和田光子
- 「大江戸捜査網」シリーズ（テレビ東京）
  - 「大江戸捜査網 第3シリーズ」
    - 第35話「非情の町の掟」（1974年5月18日） - お美代
    - 第94話「地下に眠る美女」（1975年7月5日） - お咲
    - 第298話「獄門台に招く幻の美女」（1979年7月28日） - おかよ
    - 第501話「我子を返せ! 母二人の対決」（1983年7月23日） - おふみ

  - 「新 大江戸捜査網」最終話（1984年9月29日） - おみね
- 「幡随院長兵衛お待ちなせえ」第10話（1974年6月7日、テレビ朝日）
- 「特捜記者」第12話（1974年6月19日、フジテレビ）
- 「おしどり右京捕物車」第17話（1974年7月25日、テレビ朝日） - さよ
- 「新・荒野の素浪人」第35話（1974年8月27日、テレビ朝日）
- 銀河テレビ小説（NHK）
  - 「自我の構図」（1974年9月16日 - 10月11日）
- 「座頭市物語」第3話（1974年10月17日、フジテレビ） - 千代
- 「破れ傘刀舟悪人狩り」（テレビ朝日）
  - 第4話「毒花は散った」（1974年10月22日） - お咲
  - 第106話「弥九郎白夜に死す」（1976年10月5日） - お滝
  - 第128話「鬼の涙が闇に散る」（1977年3月8日） - 寺尾園
- 「鞍馬天狗」第4話（1974年12月7日、日本テレビ） - お鈴
- 「俺たちの勲章」第8話（1975年6月4日、日本テレビ） - 岩本美江
- 「剣と風と子守唄」第12話（1975年6月17日、日本テレビ） - みつ
- 「ふりむくな鶴吉」第32話（1975年6月20日、NHK）
- 「鬼平犯科帳」第14話（1975年7月2日、テレビ朝日） - 多恵
- 「長崎犯科帳」第21話（1975年8月24日、日本テレビ） - 雪絵
- 「同心部屋御用帳 江戸の旋風」第22話（1975年9月11日、フジテレビ）
- 「冬の旅」（1976年2月23日 - 4月16日、フジテレビ）
- 「お耳役秘帳」第1話（1976年4月6日、フジテレビ）
- 「子連れ狼 第三部」第11話（1976年6月13日、日本テレビ）
- 「落日燃ゆ」（1976年7月29日、テレビ朝日）
- 「いろはの"い"」第7話（1976年9月21日、日本テレビ） - 内藤フミ子
- 「刑事物語・星空に撃て!」第8話（1976年11月22日、フジテレビ）
- 「新・座頭市 第1シリーズ」第10話（1976年12月6日、フジテレビ） - お光
- 「夜明けの刑事」第109話（1977年3月9日、TBS）
- 「桃太郎侍」（日本テレビ）
  - 第31話「宵宮に消えた神輿」（1977年5月8日） - おしん
  - 第63話「泣き笑い侍人生」（1977年12月18日） - 西山志乃
  - 第120話「和蘭ことばに父娘の涙」（1979年2月4日） - お里
- 「遠山の金さん」シリーズ（テレビ朝日）
  - 「遠山の金さん 第1シリーズ」第85話（1977年6月9日） - おしず
  - 「遠山の金さん 第2シリーズ」第11話（1979年5月3日） - お美乃
- 「人形佐七捕物帳」第13話（1977年7月9日、テレビ朝日） - お浜
- 「水戸黄門」シリーズ（TBS）
  - 「水戸黄門 第8部」第6話「自慢高慢馬鹿のうち -駿府-」（1977年8月22日） - お信
  - 「水戸黄門 第9部」第10話「風雲久保田城 -秋田-」（1978年10月9日） - おちか
- 暴れん坊将軍シリーズ（テレビ朝日）
  - 「吉宗評判記 暴れん坊将軍」
    - 第3話「命を的の一番纏」（1978年1月21日） - おせつ
    - 第142話「年の暮 新さん巷の煤払い」（1980年12月27日） - 信乃

  - 「暴れん坊将軍II」第52話（1984年3月10日） - お為
- 「早筆右三郎」第29話（1978年11月1日、NHK）
- 「破れ新九郎」第8話（1978年12月5日、テレビ朝日） - おきわ
- 「長七郎天下ご免!」（テレビ朝日）
  - 第12話「起て! 魚河岸の暴れん坊」（1980年1月24日） - おきみ
  - 第63話「無法の熊は笑って散った!」（1981年2月26日） - おゆき
- 「なさけ坂旅館」（1980年3月21日 - 9月26日、テレビ朝日） - 長谷蜜子
- 「銭形平次」第736話（1980年9月24日、フジテレビ）
- 「赤かぶ検事奮戦記」シリーズ（テレビ朝日）
  - 「赤かぶ検事奮戦記」第1話 - 最終話（1980年10月3日 - 10月31日） - 吉沢事務官
  - 「赤かぶ検事奮戦記II」第4話（1981年12月18日）
- 「新五捕物帳」第169話（1982年1月12日、日本テレビ） - お妙
- 「文吾捕物帳」第23話（1982年3月23日、テレビ朝日） - おなつ
- 火曜サスペンス劇場「私が死にたかった・保険金替え玉殺人」（1982年7月6日、日本テレビ）
- 「愉快なおばあちゃん」（1982年8月9日 - 9月24日、フジテレビ）
- 「新・松平右近」第1話（1983年4月3日、日本テレビ） - おゆみ
- 「右門捕物帖」最終話（1983年9月6日、日本テレビ） - お袖
- 「胸さわぐ苺たち」（1983年10月13日 - 1984年1月12日、TBS） - 坂井の妻
- 「女たちの大坂城」（1983年11月3日、日本テレビ） - 初
- 「ザ・ハングマン」シリーズ（テレビ朝日）
  - 「新ハングマン」第17話（1983年12月2日） - 更科弥生
  - 「ザ・ハングマンV」第8話（1986年3月28日） - 徳永由美
- 土曜ワイド劇場「逃げるヌードモデル」（1984年8月25日、テレビ朝日）
- 「特捜最前線」（テレビ朝日）
  - 第380話「老刑事・対決の72時間!」（1984年9月5日）
  - 第457話「終着駅の女I 新宿駅・田所初江の蒸発!」（1986年3月13日）
  - 第490話「連続誘拐・心臓移植の少女!」（1986年11月6日） - 吉川綾子
- 「母ちゃんの牧場」（1984年10月1日 - 12月28日、フジテレビ）
- 「太陽にほえろ!」第691話（1986年4月11日、日本テレビ） - 秋元佐和子
- 「私鉄沿線97分署」第79話（1986年6月15日、テレビ朝日）
- 木曜ドラマストリート「陽のあたる坂道」（1986年8月7日、フジテレビ）
- 大河ドラマ「いのち」第35話 - 第40話（1986年8月31日 - 10月5日、NHK） - 田所弘子
- 土曜ドラマスペシャル「マンション管理人の災難」（1988年9月24日、TBS）
- 傑作推理受賞作シリーズ「脅迫窓口の女」（1989年8月7日、テレビ東京）

### その他
- 「第23回NHK紅白歌合戦」（1972年12月31日、NHK）